# 小行星5487
小行星5487（英語：5487）是一颗围绕太阳公转的小行星。1991年10月18日，上田清二、金田宏在钏路市发现了此天体。
这颗小行星的绝对星等为241.7539513381974等。